# Liste der Monuments historiques in Avant-lès-Ramerupt
Die Liste der Monuments historiques in Avant-lès-Ramerupt führt die Monuments historiques in der französischen Gemeinde Avant-lès-Ramerupt auf.

## Liste der Immobilien
| Bezeichnung     | Beschreibung            | Standort                   | Kennzeichnung | Schutzstatus | Datum | Bild           |
| --------------- | ----------------------- | -------------------------- | ------------- | ------------ | ----- | -------------- |
| Kirche St-Denis | aus dem 12. Jahrhundert | Rue du Caron Bavard (Lage) | PA00078023    | Classé       | 1984  | weitere Bilder |

## Liste der Objekte
| Bezeichnung                                | Beschreibung                                                                      | Standort                      | Kennzeichnung | Schutzstatus | Datum | Bild |
| ------------------------------------------ | --------------------------------------------------------------------------------- | ----------------------------- | ------------- | ------------ | ----- | ---- |
| Wandvertäfelung                            | zwei Tafeln rechts und links des Hauptaltars; Eichenholz, bemalt, 19. Jahrhundert | in der Kirche St-Denis (Lage) | PM10004757    | Inscrit      | 1976  |      |
| Gemälde Christi Geburt                     | Ölfarbe auf Holz, Anfang des 17. Jahrhunderts; verschwunden                       | in der Kirche St-Denis (Lage) | PM10000099    | Classé       | 1977  |      |
| Skulptur eines heiligen Abtes              | Kalkstein, übertüncht, 16. Jahrhundert                                            | in der Kirche St-Denis (Lage) | PM10000096    | Classé       | 1913  |      |
| Skulptur Heiliger Dionysius (1)            | Kalkstein, 16. Jahrhundert                                                        | in der Kirche St-Denis (Lage) | PM10000098    | Classé       | 1977  |      |
| Kruzifix                                   | Holz, farbig gefasst, 16. Jahrhundert                                             | in der Kirche St-Denis (Lage) | PM10000097    | Classé       | 1974  |      |
| Skulptur Heiliger Dionysius (2)            | Holz, farbig gefasst und vergoldet, 16. Jahrhundert                               | in der Kirche St-Denis (Lage) | PM10004758    | Inscrit      | 1976  |      |
| Skulpturengruppe Heiliger Rochus und Engel | Kalkstein, übertüncht, zweite Hälfte des 16. Jahrhunderts                         | in der Kirche St-Denis (Lage) | PM10000093    | Classé       | 1908  |      |
| Skulptur Madonna mit Kind (1)              | Kalkstein, 14. Jahrhundert                                                        | in der Kirche St-Denis (Lage) | PM10000094    | Classé       | 1913  |      |
| Skulptur Johannes der Täufer               | Kalkstein, übertüncht, 15. Jahrhundert                                            | in der Kirche St-Denis (Lage) | PM10000095    | Classé       | 1913  |      |
| Skulptur Madonna mit Kind (2)              | Kalkstein, farbig gefasst, 16. Jahrhundert                                        | in der Kirche St-Denis (Lage) | PM10000100    | Classé       | 1977  |      |